# Faro de Youghal
El Faro de Youghal (en inglés, Youghal Lighthouse) es un faro situado cerca de la localidad de Youghal, Condado de Cork, Irlanda. Señaliza la entrada al puerto de Youghal desde la bahía del mismo nombre.

## Historia
El normando Maurice FitzGerald mandó construir en 1190 un faro en el lado oeste de la entrada al puerto de Youghal casi exactamente en el lugar hoy ocupado por el faro actual, y lo dejó al cuidado de las monjas del Convento de Santa Ana de la citada localidad. Se trataba de una torre de piedra con una puerta de arco apuntado y escalera de espiral hasta la linterna que tenía dos grandes ventanas circulares. Las monjas encendían antorchas para guiar a los barcos a la entrada del puerto. El faro estuvo en funcionamiento de esta manera hasta la disolución del convento en 1542. La torre cayó en ruinas y fue finalmente derribada en 1848 para construir el nuevo faro.
En 1828, los comerciantes y armadores de Youghal y Cork empezaron a reclamar la instalación de un faro que guiase a las embarcaciones al puerto, pero en vez de situarlo en el lugar del antiguo faro, solicitaban su instalación en la isla de Capel, cinco millas al sur de Youghal, en el lado oeste de la bahía de Youghal. Desde el comienzo el proyecto contó con el rechazo de George Halpin, inspector del Ballast Board, antecesor del Commisioners of Irish Lights, el organismo regulador de la señalización marítima de Irlanda, que preconizaba la instalación de un faro o bien en el Cabo de Ballymacart, hoy llamado Cabo de Mine, o bien en el de Ardmore y otro de carácter local en Youghal.
La disputa entre los comerciantes y el Board se extendió durante casi veinte años e incluso el Trinity House, el organismo regulación de la señalización marítima de Inglaterra terció en el asunto a requerimiento del Ballast Board. Finalmente se decidió ceder a la presión de los comerciantes de la zona y construir un faro en la isla de Capel, encargándose a George Halpin tanto los trámites administrativos como el diseño del faro.

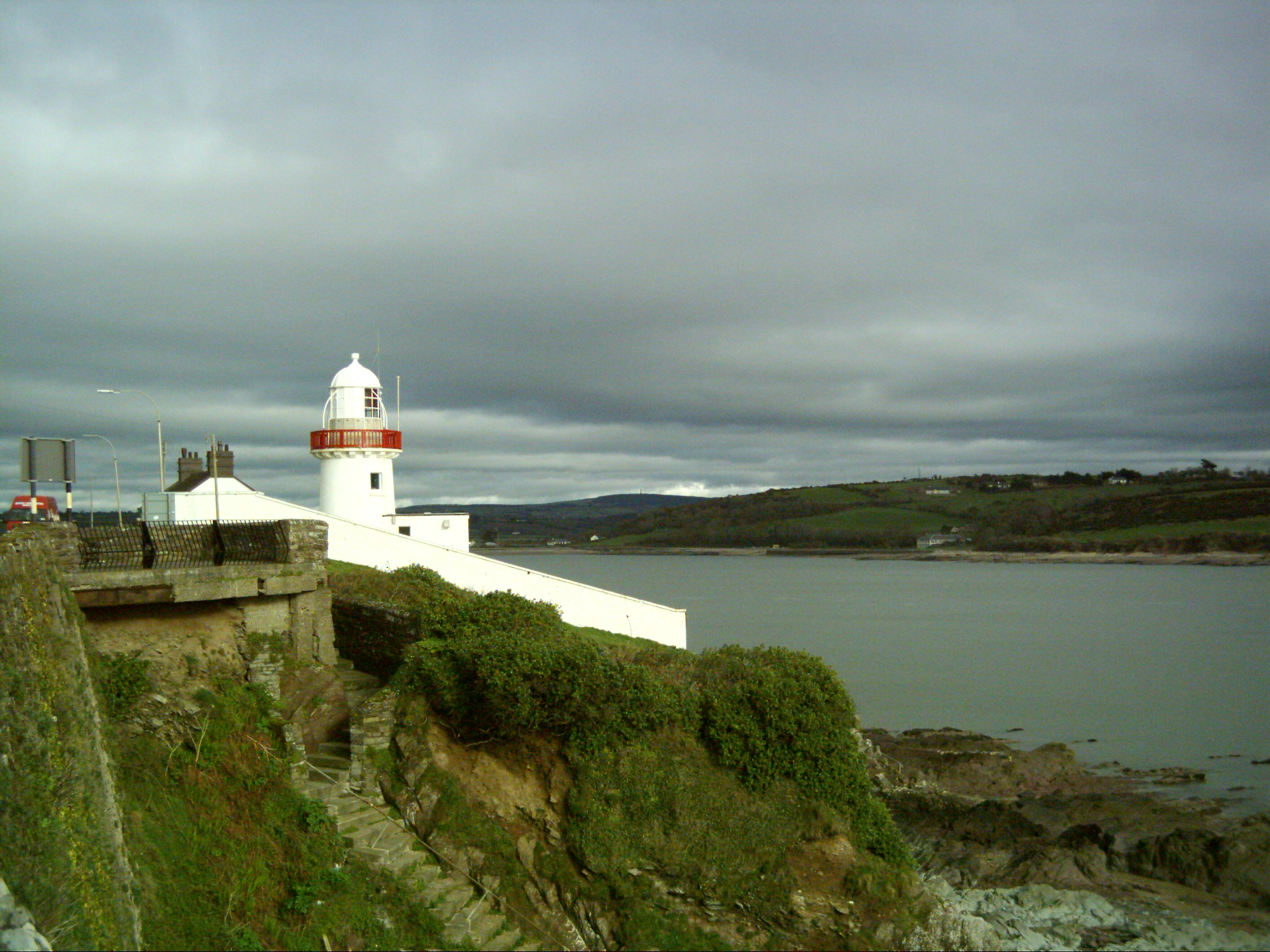
perspectiva del faro y del estuario del río Blackwater.

En febrero de 1848, iniciadas las obras y prevista su finalización para el verano de ese año, el Ballast Board recibió una carta del Almirantazgo Británico en la que se criticaba la decisión de situar un faro en la isla de Capel y se sugería la instalación de dos faros, uno en el Cabo de Mine y otro en la localidad de Ballycotton. Hubo un cruce de cartas entre ambos organismos para finalmente retomar el que al fin y al cabo había sido el plan inicial del Board.
Los faros de Ballicotton, de Mine y de Youghal fueron rápidamente construidos con diseño y supervisión de George Halpin. En el caso del último, se decidió situarlo en el lugar del faro medieval, que fue derruido. En octubre de 1848 las obras estaban ya iniciadas finalizándose en junio de 1851, sin embargo el deseo de encender el faro después de los más importantes de Ballicotton y Mine, retrasó su encendido hasta el 1 de febrero de 1852. El faro consistía en una torre circular de granito, pintada de blanco y de apenas 15 metros de altura con casa adosada para alojamiento del farero y su familia. Su óptica era dióptrica de 3.er orden y emitía una luz blanca fija con un alcance de 10 millas náuticas.
En 1870 se instalaron en el faro unas luminarias de luz roja para señalizar las mareas que se encendían dos horas antes y una hora después de la marea alta.
En 1939 fue propuesta la electrificación del faro y proponiendo una nueva característica para el faro en isofase de 2 segundos y sustituyendo las luces rojas para la marea por sectores de color rojo en la linterna. Como en ese momento no existía la lámpara adecuada para el propósito requerido, se decidió instalar una lámpara alimentada con acetileno, se dotó al faro de una característica de un destello en un ciclo de 3 segundos y las luces de marea fueron sustituidas por sectores de color rojo.
En 1964 fueron instaladas un grupo de tres lámparas eléctricas de 100 w cada una, quedando un sistema de reserva alimentado por acetileno. En 1978 los sectores rojos fueron modificados para señalizar los lugares de peligro y los de aguas más profundas con mayor precisión. En 1993 se instalaron nuevas lámparas, en este caso dos de 1.000 w, siendo una de ellas de reserva, aumentando el alcance hasta las 17 millas náuticas en el caso de la luz blanca. El faro fue automatizado en 1996 y se controla desde entonces desde las instalaciones del Irish Lights en Dún Laoghaire.
La propiedad y gestión del faro fueron transferidas en junio de 2014 al Condado de Cork, el cual está desarrollando planes para su explotación con fines turísticos.

## Características
El faro emite un destello en un ciclo de 2,5 segundos, de luz blanca o roja en función de los sectores siguientes: Blanca, de 183° a 273°, Roja, de 273° a 295°, Blanca de 295° a 307°, Roja de 307° a 351° y Blanca de 351° a 3°. El resto, en dirección a la población, está oscurecido.